# Грюнвинкель
Грюнвинкель (нем. Grünwinkel) — городской район на юго-западе города Карлсруэ. Расположен между городскими районами Вестштадт, Зюдвестштадт и Байертхайм-Булах на востоке, Оберройт на юго-востоке, Даксланден на западе и Мюльбург на севере.

## История
Во время раскопок в 1922—1927 годах на краю римского поселения здесь были обнаружены три печи для обжига кирпича и гончарная печь, которыми занимались, примерно, с конца 1-го столетия н. э. до конца 2-го столетия.
Первые документальные исторические упоминания датированы 15-м веком, когда Грюнвинкель носил имя «Krähwinkel» («вороний угол») и был захолустным поселением. Деревня и таможенный пост были основаны в 1710 году, а с 1909 года включены в состав города Карлсруэ.

## Экономика и инфраструктура
Сегодняшний Грюнвинкель — это большое количество построек вдоль бассейна реки Альб, жилых районов Hardecksiedlung и Heidenstücker и обширные промышленные площади, расположенные вдоль «Максаубан» («Maxaubahn») и южной кольцевой дороги, в том числе пивоваренный завод «Монингер» («Moninger»), штаб-квартира концерна парфюмерно-галантерейных и аптекарских товаров «ДМ» («DM»), и расположение австрийского производителя пожарной техники и оборудования «Die Rosenbauer International AG».
Изъятая из употребления коммерческая недвижимость стала частично использоваться объединениями общественного питания и в целях досуга, например такие, как скалодром «Rock». Здесь также расположен ряд свободных церквей.

## Галерея

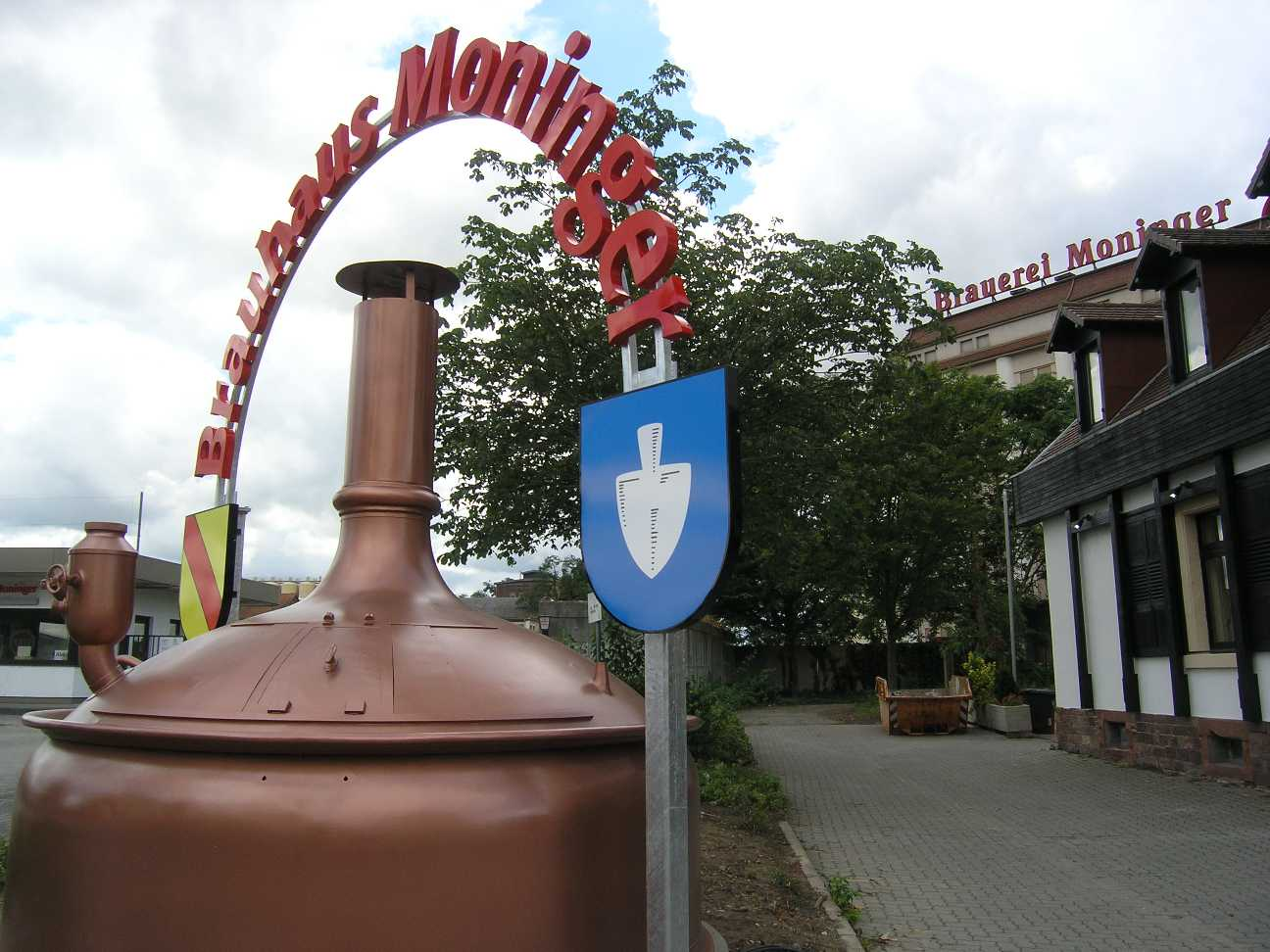
Пивоваренный завод Moninger
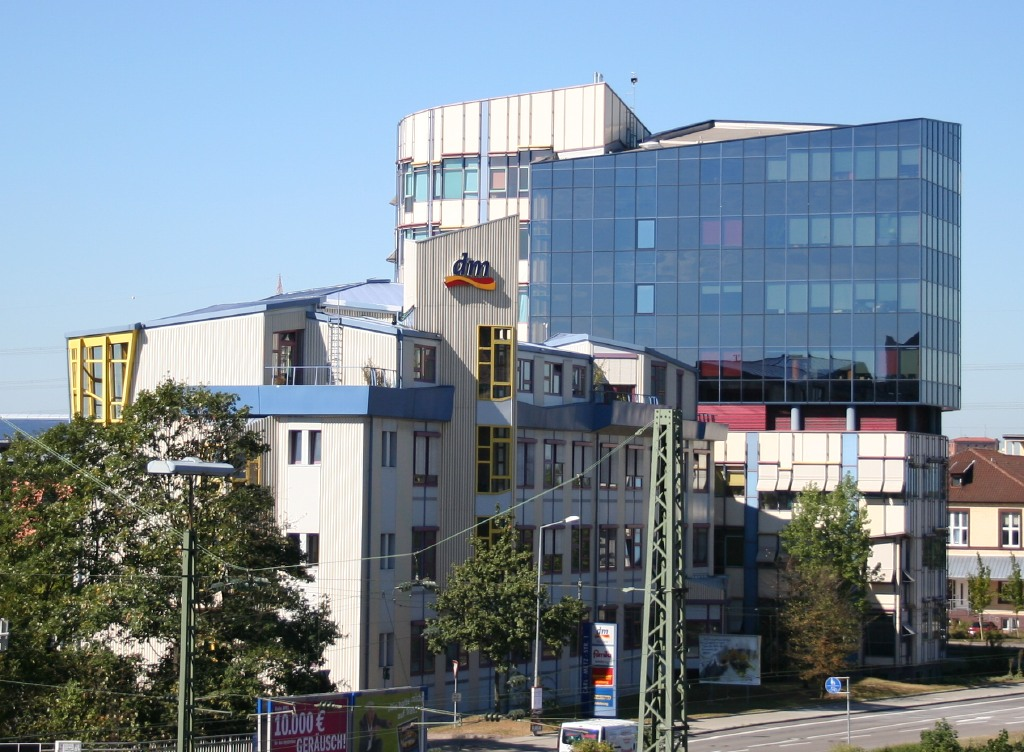
Штаб-квартира «DM»
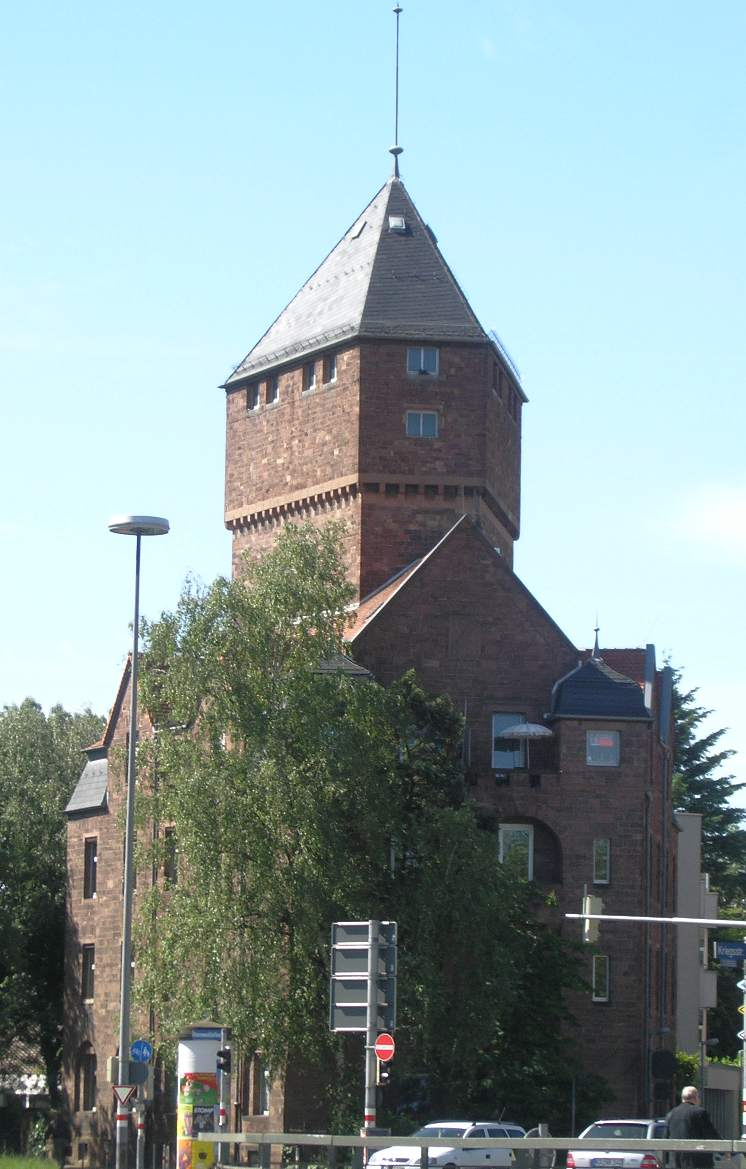
Бывшая водонапорная башня
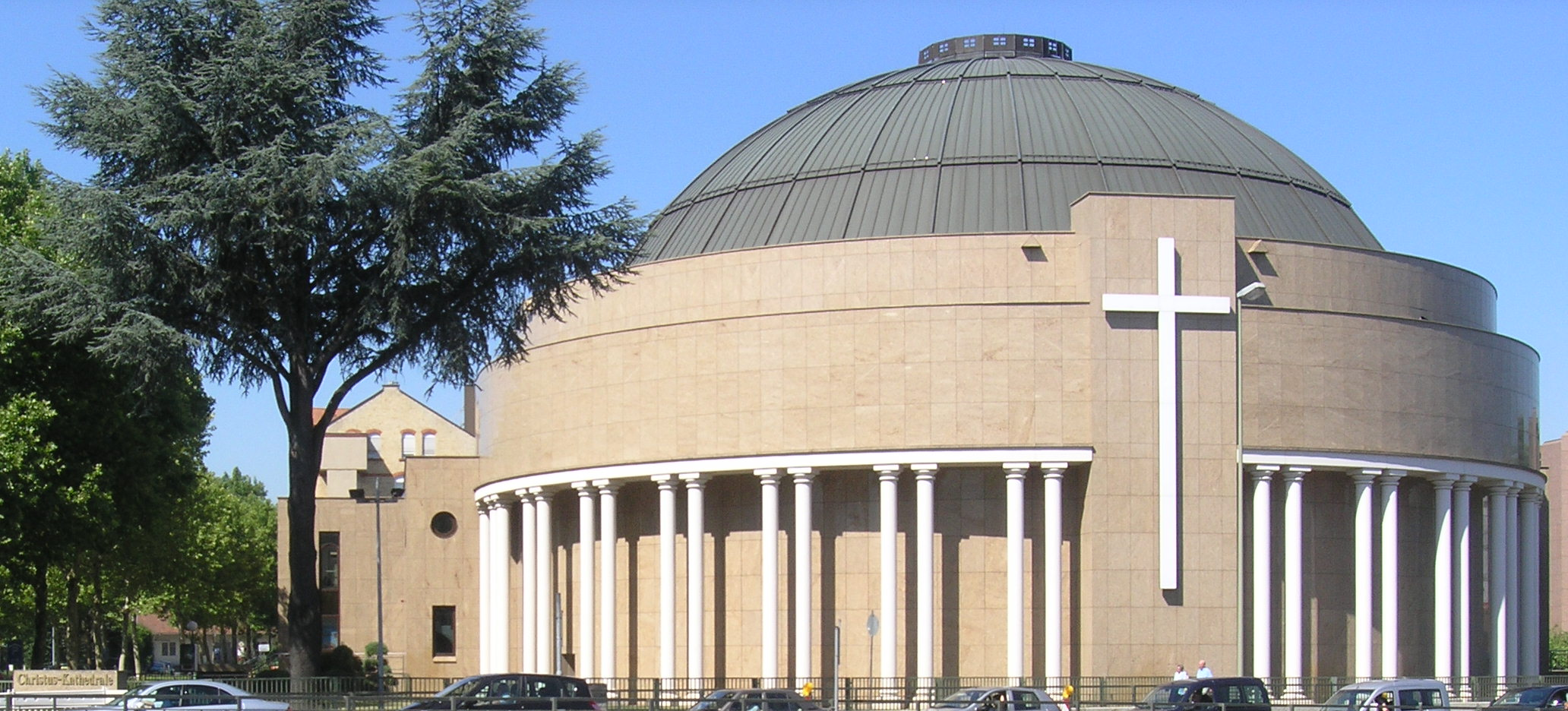
Свободная церковь пятидесятников
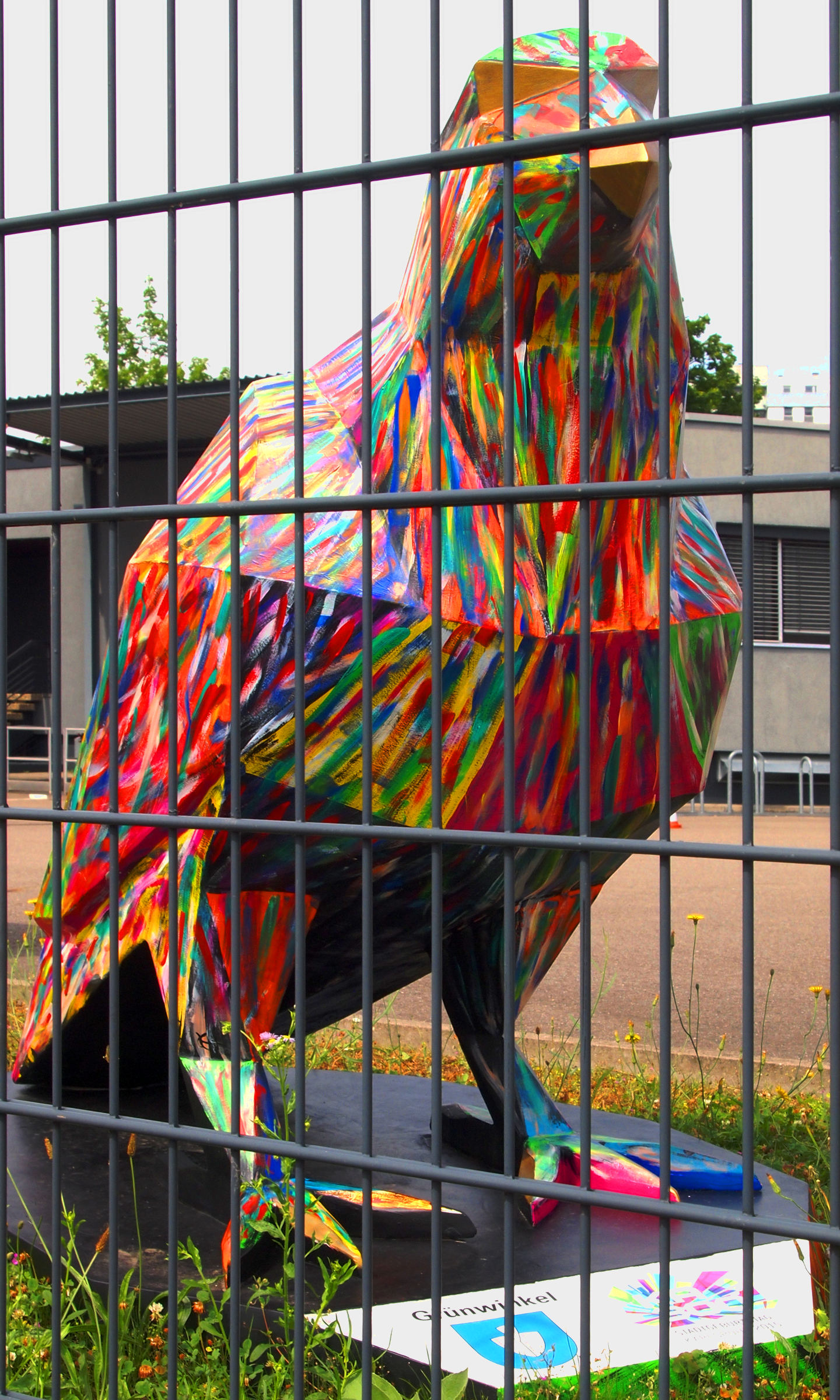
Скульптура вороны